# Marjorie Finlay
Pour les articles homonymes, voir Finlay.
Marjorie Moehlenkamp Finlay, née le 5 octobre 1928 et morte le 1er juin 2003, est une chanteuse d'opéra et une personnalité de la télévision américaine. En tant que soprano, elle a chanté en concert, dans des opéras et à des supper club. En 1950, elle remporte une compétition de talent dans l'émission Music With the Girls sur ABC, et part en tournée avec l'émission. À Porto Rico, elle anima l'émission El Show Pan-Americano.

## Biographie

### Jeunesse
Marjorie Moehlenkamp est née le 5 octobre 1928 à Memphis au Tennessee. Ses parents sont Elmer Henry Moehlenkamp, du Missouri, et Cora Lee Morrow, de l'Arkansas,,. Elle grandit à Saint Charles, la ville de son père. Trois de ses arrière-grands-parents paternels étaient allemands. La famille Moehlenkamp est de religion catholique, dévouée et pratiquante.

### Carrière
En 1948, Moehlenkamp est soliste dans la chorale Lindenwood Vesper Choir et chante dans une école secondaire de Mexico. Elle obtient son Baccalauréat en musique de l'Université de Lindenwood, à Saint-Louis en 1949. Pendant ses études, elle était membre de Mu Phi Epsilon (ΜΦΕ), une fraternité professionnelle de musique. Elle chanta aussi dans l'Orchestre Symphonique de Saint-Louis à l'auditorium Kiel.

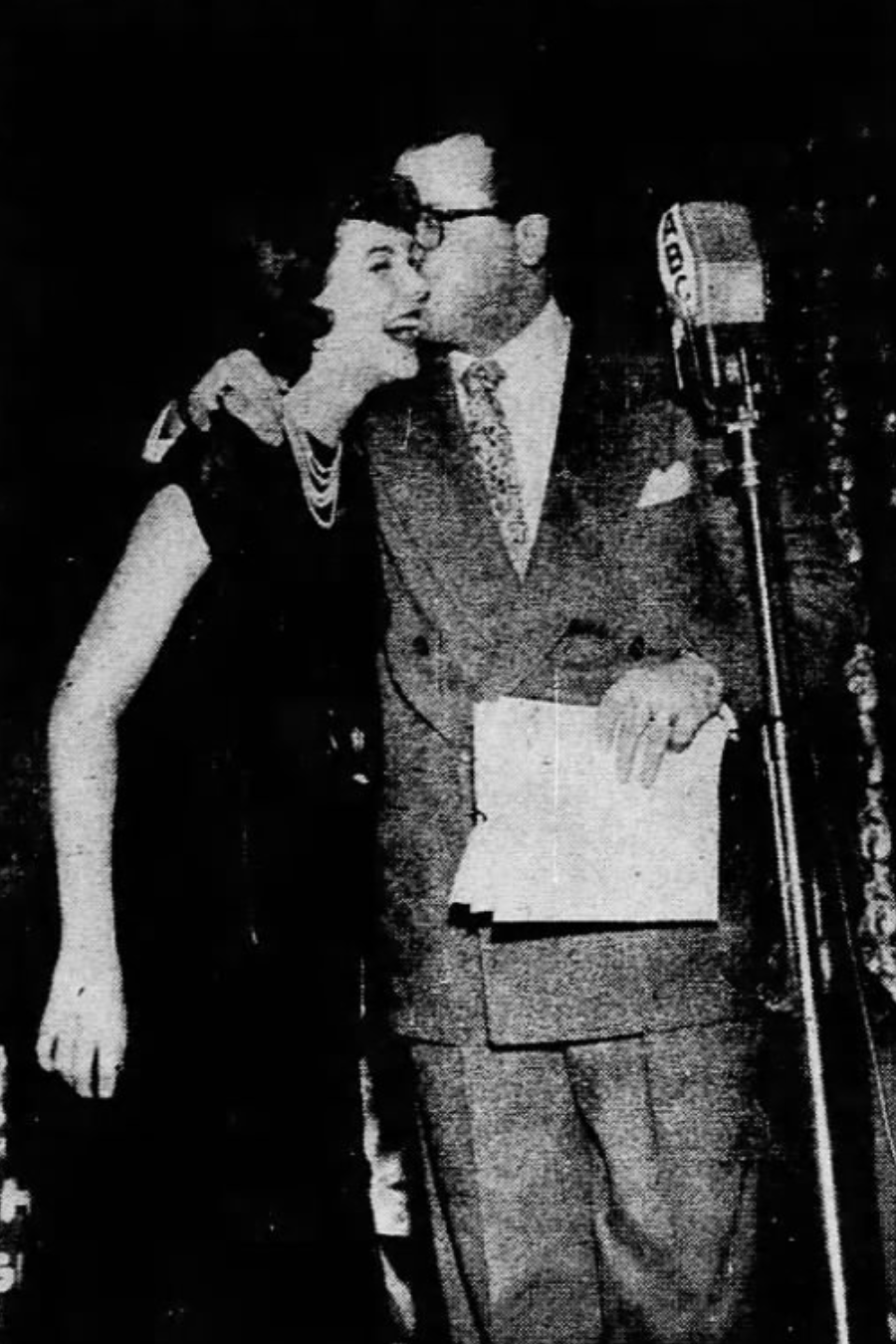
Moehlenkamp en février 1950 après avoir remporté le concours de talents télévisé de l'émission Music With the Girls sur ABC.

En 1950, elle travaille comme réceptionniste à la Boatmen's National Bank, à Saint-Louis, jusqu'à ce qu'elle gagne un concours de talents télévisé de l'émission Music With the Girls sur la chaîne ABC. Elle part alors en tournée avec l'émission pendant quinze mois. En été 1951, elle étudie au Berkshire Music Center, à Lenox dans le Massachusetts, puis à New York.
Le 22 mars 1952, à Palm Beach, en Floride, elle épouse Robert Bruce Finlay (8 novembre 1920-24 avril 2003), président de la Raymond Construction Company,. Ils déménagent à La Havane, où Robert a son bureau. Ils doivent en partir à cause de la situation politique cubaine, et se rendent à Santurce à Porto Rico, puis à Caracas. De retour à Porto Rico, elle a sa propre émission de télévision et chante à des supper clubs, concerts et opéras. Le couple a deux filles.
Elle est maîtresse de cérémonie pour El Show Pan-Americano sur APA-TV à Santurce, à Porto Rico, six jours par semaine, pendant dix-sept mois,.
En 1962, lors d'un concert pop au Kiel Auditorium de Saint-Louis, elle chante plusieurs chansons, dont Fanciulla È Sbocciato L'Amore, de La Rondine et Jewel Song.

### Mort
Elle meurt le 1er juin 2003, à Reading, en Pennsylvanie, moins de deux mois après le décès de son époux.

### Vie privée
Elle est la grand-mère maternelle de l'autrice-compositrice-interprète Taylor Swift et de son frère, l'acteur Austin Swift. Taylor Swift dit avoir été inspirée par sa grand-mère pour faire une carrière musicale. En 2020, elle publie la chanson Marjorie (de son neuvième album, Evermore), dans laquelle elle utilise des enregistrements de sa grand-mère,.

## Prix et honneurs
| Année | Titre                                                              | Notes                                           |       |
| ----- | ------------------------------------------------------------------ | ----------------------------------------------- | ----- |
| 1949  | bourse de 200 $ (équivalent à 2 384,17 $ en 2022)                  | ,                                               |       |
| 1950  | concours de talent sur Music With the Girls                        | gagnante                                        | [ 3 ] |
| 1961  | «Outstanding graduate with a certificate of merit»                 | de son alma mater, l'université de Lindenwood   | ,     |
| 1962  | capitaine honorifique de la garde aérienne nationale du Porto Rico | les gardes la surnommaient «madrina» (marraîne) | ,     |

## Liens
- Ressource relative à la musique :   - MusicBrainz